# 西下経一

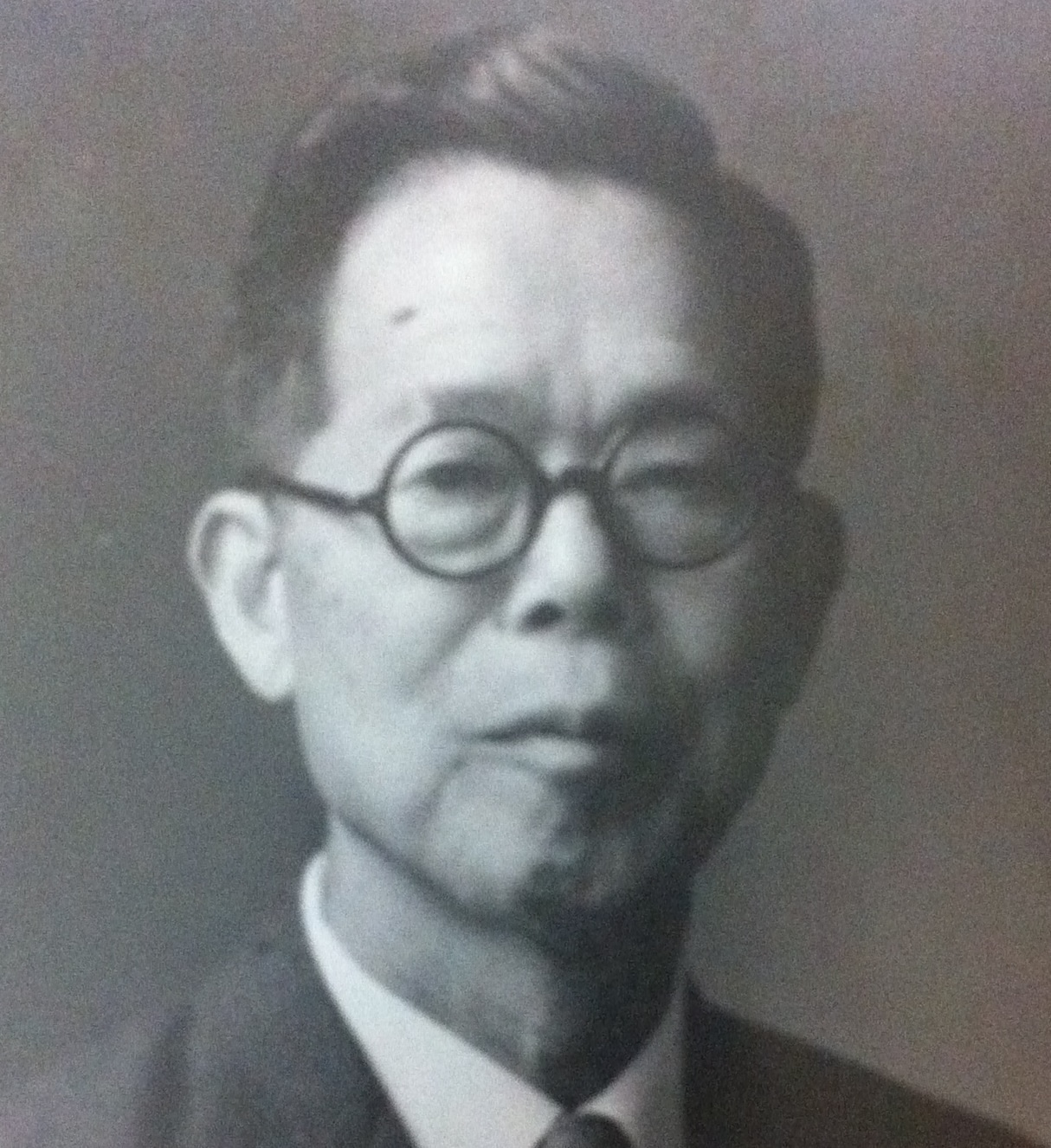
西下経一

西下 経一（にしした きょういち、1898年5月10日 - 1964年1月17日）は、日本の国文学者、東京教育大学名誉教授。旧姓は岡村。

## 略歴
岡山県西北条郡津山町（現・津山市）出身。1922年東京高等師範学校国漢科卒業後、佐賀中学校教諭。東京帝国大学国文科選科を経て、1927年に本科卒。東大国文学研究室副手として源氏物語などの書誌研究を行う。
第六高等学校教授を経て、1953年「古今集の伝本の研究」で東京大学より文学博士の学位を取得。戦後は岡山大学教授、東京教育大学教授、上智大学教授。平安朝文学、特に古今集の和歌を専門とする。蔵書は没後に国文学研究資料館に収蔵された。

## 著書
- 日本文学大系 第18巻 日記文学 河出書房 1938
- 和歌史論 至文堂 1944
- 更級日記新釈 口訳対照 金子書房 1953
- 古今集の伝本の研究 明治書院 1954
- 十六夜日記 學燈社 1956 （學燈文庫）
- 古今和歌集新解 明治書院 1957
- 伊勢物語新解 明治書院 1958
- 平安朝文学 塙書房 1960 （塙選書）
- 枕草子 昇龍堂出版 1962

## 共編著
- 日本文学史 第4巻 平安時代前期 上 三省堂 1942
- 国文学の栞 志村士郎共編 寧楽書房 1957
- 古今集総索引 滝沢貞夫共編 明治書院 1958
- 古今集・新古今集 実方清共編著 三省堂 1960（国語国文学研究史大成 第7）
- 万葉・古今・新古今集の解釈と文法 石川重貞共著 明治書院 1960
- 国語辞典 現代語・古語 昇竜堂出版 1962
- 古今集校本 滝沢貞夫共編 笠間書院 1977.9 （笠間叢書）

## 校訂など
- 更級日記 菅原孝標女 岩波文庫 1930
- 後拾遺和歌集 岩波文庫 1940
- 古今和歌集 日本古典全書 朝日新聞社 1948
- 更級日記 日本古典文学大系 第20 岩波書店 1957